# Frank Marcus Fernando
Frank Marcus Fernando (1931–2009) là một Giám mục người Sri Lanka của Giáo hội Công giáo Rôma. Ông nguyên là Giám mục chính tòa Giáo phận Chilaw và Chủ tịch Hội đồng Giám mục Sri Lanka. Trước đó, ông cũng đảm trách nhiều nhiệm vụ khác như Giám mục Phụ tá Tổng giáo phận Colombo in Ceylon cũng như Giám mục phó Chilaw trước khi kế vị chính tòa.

## Tiểu sử
Giám mục Frank Marcus Fernando sinh ngày 19 tháng 10 năm 1931, tại Tamita-Negombo, thuộc Sri Lanka. Sau quá trình tu học dài hạn tại các cơ sở chủng viện theo quy định của Giáo luật, ngày 22 tháng 12 năm 1956, Phó tế Fernando, 25 tuổi, tiến đến việc được truyền chức linh mục.
Sau gần 9 năm thực hiện các hoạt động mục vụ của trách vụ một người linh mục, ngày 6 tháng 7 năm 1965, tin tức từ Tòa Thánh loan báo Giáo hoàng đã tuyển chọn linh mục Frank Marcus Fernando, 34 tuổi, gia nhập vào hàng ngũ các Giám mục, cụthe636 với vị trí Giám mục Phụ tá Tổng giáo phận Colombo in Ceylon và danh hiệu Giám mục Hiệu tỏa Oliva. Lễ tấn phong cho vị giám mục tân chức được tổ chức sau đó vào ngày 19 tháng 8 cùng năm, với phần nghi thức được cử hành trọng thể bởi 3 giáo sĩ cấp cao. CHủ phong cho vị giám mục tân cử là Hồng y Thomas Benjamin Cooray, O.M.I, Tổng giám mục chính tòa Tổng giáo phận Colombo in Ceylon. Hai vị còn lại với vai trò phụ phong, gồm có Giám mục Edmund Peiris, O.M.I., Giám mục chính tòa Giáo phận Chilaw và Giám mục Anthony de Saram, Giám mục chính tòa Giáo phận Galle.
Ba năm sau khi được tấn phong Giám mục, với cương vị mục tại tại Colombo in Ceylon, ngày 8 tháng 6 năm 1968, xác nhận rằng Giáo hoàng đã quyết định thuyên chuyển cả chức vụ và nhiệm sở đối với Giám mục Fernando, cụ thể chuyển Giám mục này làm Giám mục Phó Giáo phận Chilaw. Ông đã kế vị chức danh Giám mục chính tòa sau đó vào ngày 27 tháng 12 năm 1972.
Sau gần 35 năm miệt mài trên cương vị người lãnh đạo giáo phận Chilaw, vượt biết bao thăng trầm, ngày 19 tháng 10 năm 2006, tin tức từ Tòa Thánh cho hay đã chấp thuận đơn xin từ nhiệm của Giám mục Frank Marcus Fernando, vì lý do tuổi tác chiếu theo Giáo luật. Ông qua đời sau đó vào ngày 24 tháng 8 năm 2009, thọ 78 tuổi.